# Francesco Navara
Francesco Navara est un compositeur italien du XVIIe siècle.

## Biographie
Actuellement on possède peu d'informations sur la vie et l'œuvre de Navara. De 1695 à 1699 il est Maestro di Cappella di S.A.S. di Mantova, Charles III Ferdinand. Dans la bibliothèque de la cathédrale de Durham se trouvent deux manuscrits sonates/sinfonia à cinq voix, dont il est l'auteur. La sonate en la-mineur date de 1697 et la sonate en do porte la dédicace « Fatta per la Signora Cati » elles sont proches du style tardif de Giovanni Legrenzi. Son seul opéra Basilio Re D’Oriente, a été donné en 1696 au Teatro S. Cassiano à Venise. Francesco Navara est remplacé à la cour de Mantoue par Antonio Caldara, le 31 mai 1699,.
Deux sinfonias furent publiées en 2007 par le violoniste britannique Adrian Chandler.

## Discographie
- The Rise of the North Italian Violin Concerto Vol.1, Adrian Chandler, Ensemble La Serenissima (Label : Avie)